# Cologna (Pellezzano)
Cologna è una piccola frazione del comune di Pellezzano, in provincia di Salerno.

## Geografia fisica
La frazione confina a sud con il Comune di Salerno nella località chiamata Fontanafiore,a nord con Acquamela, ad ovest con Coperchia (da cui è divisa dal fiume Irno) e ad est con il monte Stella. Essa si compone di 2 contrade, Cologna Superiore e Cologna Inferiore. Altre località vicine sono Baronissi e Lancusi.

## Storia
Non si sa se Cologna fosse abitata già dall'antichità in quanto non ci sono ritrovamenti archeologici nella zona. Si ipotizza che nelle età antiche ci fosse qualche stanziamento, probabilmente per la sua posizione intermedia tra il mare e l'entroterra e per di più una via naturale che faceva della Valle dell'Irno uno sbocco obbligato per le zone interne.
Restano soltanto ipotesi quelle di un'abitazione stabile prima dell'epoca della conquista romana. Le prime notizie di Cologna risalgono all'opera di Giuseppe Maria Galanti Della descrizione geografica e politica delle Sicilie: in essa scrive che è il meno popolato tra i casali di Salerno con appena 116 abitanti e che si fabbricano panni di lana in modo artigianale.
Dall'Atlante Geografico del Regno di Napoli di Zannoni del 1794 si rileva a malapena il sito di Cologna.

Nel 1753 il parroco di Cologna Tommaso Galdo stimò la popolazione in 153 anime, che con l'avanzare del tempo arriveranno alle circa 1000 attuali.

## Infrastrutture e trasporti
Cologna è collegata a Salerno e Baronissi tramite autobus della compagnia Busitalia Campania, con le linee 10 e 23 ed anche con appositi scuolabus. L'abitato si trova lungo la strada statale (SS88) che collega Salerno alla Valle dell'Irno.

## Festa della Madonna della Neve

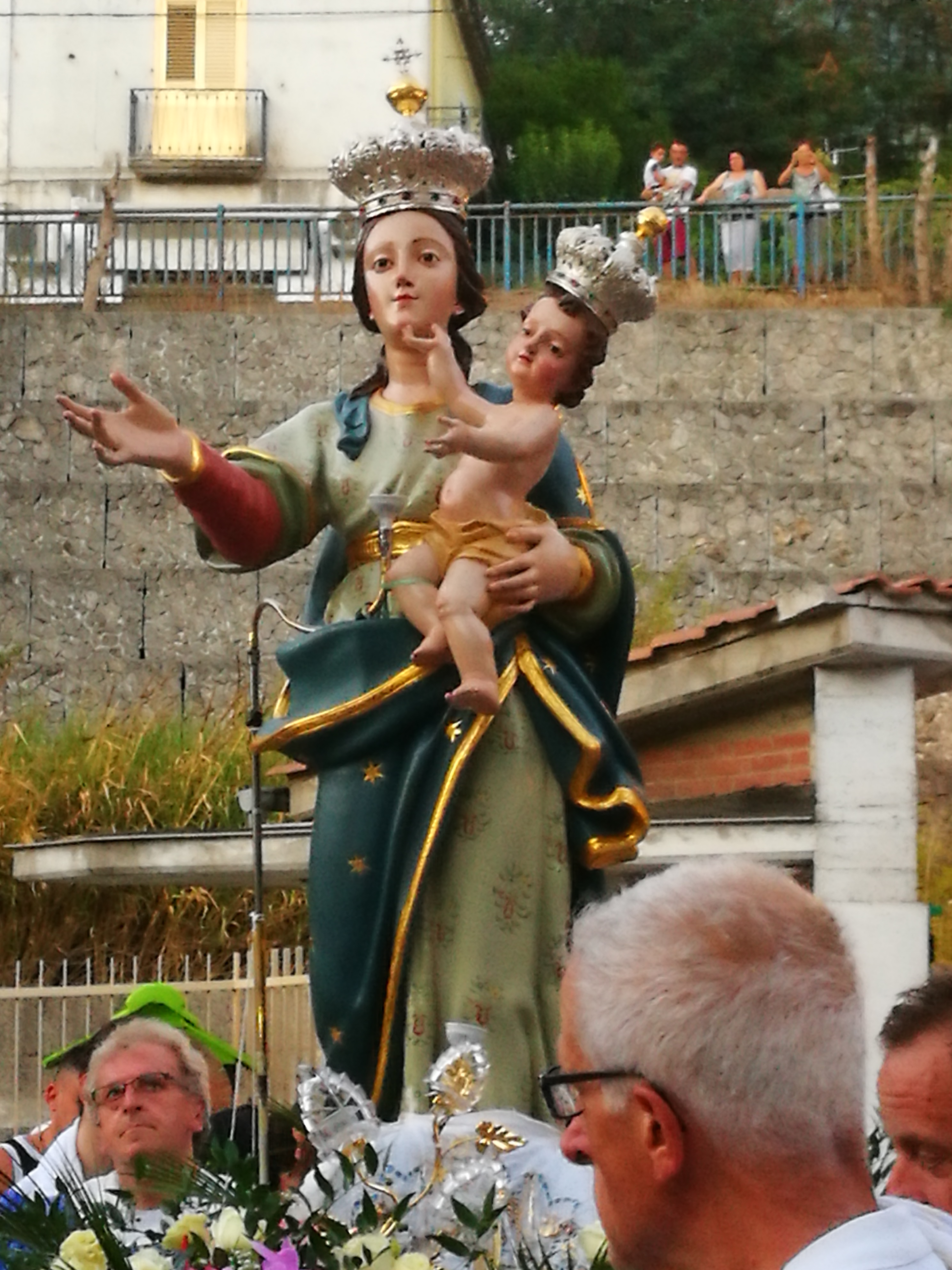
Madonna della neve venerata nella frazione di Cologna del comune di Pellezzano

Il 5 agosto si celebra la ricorrenza della Madonna della Neve con la santa messa del mattino seguita dalla rievocazione del miracolo della vergine.
La domenica successiva al 5 agosto o il giorno stesso se è di domenica si snoda per le strade del paese la solenne processione della miracolosa statua della vergine e del compatrono san Nicola.
In occasione dei festeggiamenti patronali si tiene la tradizionale "Gara del dolce" dopo la solenne processione.